# Lago Timone
Il Laghetto Timone è un piccolo lago di origine artificiale, formatosi a seguito della costruzione della Diga Madonna delle Mosse, che si trova poco distante da Canino, lungo la Strada regionale 146 Castrense.